# Bible de León de 920
Ne doit pas être confondu avec Bible de León de 960.
Le Bible de León de 920 appelée aussi Bible de Jean et Vimara ou encore Biblia Sacra de León, est un manuscrit de la Bible copié et enluminé en 920 dans un monastère de la Province de León . Il est actuellement conservé à la bibliothèque de la cathédrale de León (Espagne) (cod.6). Il s'agit de l'un des premiers manuscrits typiques du style des manuscrits enluminés espagnols du haut Moyen Âge.

## Historique
Le manuscrit comporte un colophon mais qui est désormais illisible. Une description du manuscrit remontant au XVIIIe siècle indique que le livre provenait d'un monastère Sainte-Marie-Saint-Martin. Il pourrait s'agir d'un ancien monastère situé à Albares de la Ribera, dans l'actuelle commune de Torre del Bierzo, à l'ouest de la province de León. La bible a été composée pour l'abbé Maurus et exécuté par le copiste et enlumineur Ioannes sous la conduite du moine Vimara,. 

## Description

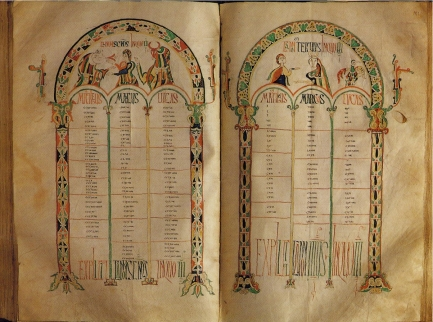
Pages des canons de concordances.

Le manuscrit ne constitue que la seconde partie d'une bible qui devait originellement comporter deux volumes. Le texte contient les livres des prophètes, les évangiles, l'Apocalypse, les épîtres de Paul. Un autre texte a été ajouté a posteriori, une hagiographie du saint léonais Froilán (es). 
Le manuscrit commence par une série d'enluminures de frontispice : une croix, inspirée d'une croix de la cathédrale San Salvador d'Oviedo (f.1v), une labyrinthe commémoratif contenant une dédicace de la main du copiste (f.2r), une rose des vents (f.3r) et enfin un dessin contenant 36 médaillons décorés de figures humaines et d'animaux fantastiques (f.3v). Les folios 144-153 contiennent les canons de concordances des évangiles, ornés des symboles des évangélistes. En fin de manuscrit, se trouvent quatre symboles des évangélistes au début de petits traités au sujet des évangiles. Trois d'entre eux sont représentés en pleine page (Matthieu, f.202r ; Marc, f.209r ; Luc, f. 211r) et saint Jean sur une seule colonne. En face du symbole de Matthieu, se trouve l'une des plus anciennes scènes bibliques dans un manuscrit espagnol : l'Annonciation, le Christ et la Vierge en majesté, le Christ guérissant un aveugle et le Christ à la fontaine avec la Samaritaine (f.202v). Ces scènes rappellent les ivoires antiques. 

## Postérité
La représentation du taureau de saint Luc rappelle dans le manuscrit, et particulièrement dans les canons de concordances, le taureau présent dans le tableau Guernica. Selon certains historiens de l'art espagnols, Pablo Picasso pourrait avoir vu la bible de 920 lors de son exposition à Barcelone en 1929 ou à Paris en 1937 et pourrait lui avoir servi de modèle